# Солигаличский район
Солига́личский райо́н — административно-территориальная единица (район) и муниципальное образование (муниципальный район) на северо-западе Костромской области России.
Административный центр — город Солигалич.
Солигаличский район характеризуется как экологически чистый регион. Этому способствует на 81 % покрытая лесом площадь территории, малая плотность населения, невысокий уровень антропогенной нагрузки на природные экосистемы.

## География
Площадь района — 3070 км².
Основные реки — Кострома, Светица, Воча, Толшма, Солда.
Граничит с Чухломским и Буйским районами, а также с Тотемским, Междуреченским и Грязовецким районами Вологодской области.

## История
Образован в 1928 году в составе Костромской губернии РСФСР. С 1929 года входил в состав Ивановской Промышленной области. 31 марта 1936 года передан в состав вновь образованной Ярославской области. С 13 августа 1944 года в составе вновь образованной Костромской области.
В соответствии с Законом Костромской области от 30 декабря 2004 года № 237-ЗКО район был также наделён статусом муниципального района как муниципальное образование, в котором были образованы муниципальные образований нижнего: городское и сельские поселения.
В соответствии с Законом Костромской области от 9 февраля 2007 года N 112-4-ЗКО Солигаличский район как административно-территориальная единица области также сохраняет свой статус.

## Население
| 2002   | 2008    | 2009    | 2010    | 2011    | 2012  | 2013  | 2014  | 2015  | 2016  |
| ------ | ------- | ------- | ------- | ------- | ----- | ----- | ----- | ----- | ----- |
| 12 304 | ↘10 972 | ↘10 830 | ↘10 265 | ↘10 201 | ↘9965 | ↘9689 | ↘9533 | ↘9290 | ↘9160 |
| 2017   | 2018    | 2019    | 2020    | 2021    |       |       |       |       |       |
| ↘8996  | ↘8900   | ↘8749   | ↘8639   | ↘7937   |       |       |       |       |       |

### Урбанизация
В городских условиях (город Солигалич) проживают  69,72 % населения района.

### Национальный состав
По итогам переписи населения 2020 года проживали следующие национальности (национальности менее 0,1 % и другое, см. в сноске к строке «Другие»):
| Национальность | Численность, чел. | Доля     |
| -------------- | ----------------- | -------- |
| Русские        | 7732              | 97,42 %  |
| Узбеки         | 21                | 0,26 %   |
| Украинцы       | 16                | 0,20 %   |
| Молдаване      | 10                | 0,13 %   |
| Другие         | 158               | 1,99 %   |
| Итого          | 7937              | 100,00 % |

## Административное деление
Солигаличский район как административно-территориальная единица включает 1 город районного значения и 5 поселений.
В Солигаличский район как муниципальный район входят 6 муниципальных образований, в том числе 1 городское и 5 сельских поселений:
| №        | Муниципальное образование        | Административный центр | Количество населённых пунктов | Население | Площадь, км2 |
| -------- | -------------------------------- | ---------------------- | ----------------------------- | --------- | ------------ |
| 1e-06    | Городское поселение:             |                        |                               |           |              |
| 1        | город Солигалич                  | город Солигалич        | 1                             | ↘5534     | 54,20        |
| 1.000002 | Сельские поселения:              |                        |                               |           |              |
| 2        | Бурдуковское сельское поселение  | деревня Бурдуково      | 28                            | ↘292      | 619,00       |
| 3        | Корцовское сельское поселение    | село Корцово           | 37                            | ↘428      | 601,00       |
| 4        | Лосевское сельское поселение     | село Лосево            | 18                            | ↘339      | 184,00       |
| 5        | Первомайское сельское поселение  | деревня Оглоблино      | 27                            | ↘209      | 468,00       |
| 6        | Солигаличское сельское поселение | город Солигалич        | 72                            | ↘1135     | 1128,72      |

Законом Костромской области от 22 октября 2009 года были упразднены сельские поселения: Верхне-Березовецкое (влито в Первомайское сельское поселение); Жилинское (влито в Корцовское сельское поселение); Высоковское (влито в Бурдуковское сельское поселение).
Законом от 16 июля 2018 года были упразднены Васильевское и Куземинское сельские поселения, влитые в Солигаличское сельское поселение.

## Населённые пункты
В Солигаличском районе 173 населённых пункта.
| №   | Населённый пункт              | Тип          | Население | Муниципальное образование        |
| --- | ----------------------------- | ------------ | --------- | -------------------------------- |
| 1   | Авдеево                       | деревня      | →0        | Корцовское сельское поселение    |
| 2   | Акулово                       | деревня      | →0        | Бурдуковское сельское поселение  |
| 3   | Ананьино                      | деревня      | →0        | Корцовское сельское поселение    |
| 4   | Анцифорово                    | деревня      | ↗1        | Корцовское сельское поселение    |
| 5   | База Жилино                   | посёлок      | →0        | Солигаличское сельское поселение |
| 6   | База Мизинцево                | посёлок      | →0        | Солигаличское сельское поселение |
| 7   | База Топливной промышленности | посёлок      | ↗41       | Солигаличское сельское поселение |
| 8   | Балыново                      | деревня      | ↘12       | Солигаличское сельское поселение |
| 9   | Батурино                      | деревня      | →0        | Солигаличское сельское поселение |
| 10  | Большое Токарево              | деревня      | ↘40       | Солигаличское сельское поселение |
| 11  | Большой Починок               | деревня      | ↗138      | Корцовское сельское поселение    |
| 12  | Борисовское                   | деревня      | ↘7        | Солигаличское сельское поселение |
| 13  | Борисьево                     | деревня      | →0        | Солигаличское сельское поселение |
| 14  | Боровина                      | деревня      | ↗4        | Бурдуковское сельское поселение  |
| 15  | Бородавицино                  | деревня      | →0        | Солигаличское сельское поселение |
| 16  | Бренёво                       | деревня      | →0        | Бурдуковское сельское поселение  |
| 17  | Букино                        | деревня      | ↗7        | Солигаличское сельское поселение |
| 18  | Буньково                      | деревня      | →0        | Корцовское сельское поселение    |
| 19  | Бурдуково                     | деревня      | ↗200      | Бурдуковское сельское поселение  |
| 20  | Васильево                     | деревня      | ↗31       | Солигаличское сельское поселение |
| 21  | Великово                      | деревня      | ↗75       | Солигаличское сельское поселение |
| 22  | Верково                       | деревня      | →0        | Бурдуковское сельское поселение  |
| 23  | Верхний Березовец             | село         | ↗82       | Первомайское сельское поселение  |
| 24  | Верховье                      | село         | ↗32       | Бурдуковское сельское поселение  |
| 25  | Власьево                      | деревня      | ↗49       | Лосевское сельское поселение     |
| 26  | Волково                       | деревня      | ↗3        | Бурдуковское сельское поселение  |
| 27  | Волково                       | деревня      | ↗2        | Первомайское сельское поселение  |
| 28  | Волосомойново                 | деревня      | →0        | Корцовское сельское поселение    |
| 29  | Вонышево                      | деревня      | ↗106      | Корцовское сельское поселение    |
| 30  | Высоковский                   | посёлок      | ↗203      | Бурдуковское сельское поселение  |
| 31  | Гаврилово                     | деревня      | ↘6        | Бурдуковское сельское поселение  |
| 32  | Галеево                       | деревня      | →0        | Солигаличское сельское поселение |
| 33  | Галибино                      | деревня      | ↘13       | Бурдуковское сельское поселение  |
| 34  | Германов Починок              | деревня      | ↘6        | Солигаличское сельское поселение |
| 35  | Гнездниково                   | село         | ↗333      | Солигаличское сельское поселение |
| 36  | Горбачево                     | деревня      | ↘140      | Бурдуковское сельское поселение  |
| 37  | Горбово                       | деревня      | →0        | Первомайское сельское поселение  |
| 38  | Горка                         | деревня      | ↗10       | Солигаличское сельское поселение |
| 39  | Гридино                       | деревня      | →0        | Лосевское сельское поселение     |
| 40  | Груньково                     | деревня      | ↘2        | Солигаличское сельское поселение |
| 41  | Дворяниново                   | деревня      | →0        | Корцовское сельское поселение    |
| 42  | Денисово                      | деревня      | ↘1        | Корцовское сельское поселение    |
| 43  | Детского Дома им В. И. Ленина | посёлок      | →0        | Бурдуковское сельское поселение  |
| 44  | Дорок                         | деревня      | ↘1        | Лосевское сельское поселение     |
| 45  | Дьяково                       | деревня      | ↘1        | Бурдуковское сельское поселение  |
| 46  | Дятлово                       | деревня      | ↗52       | Первомайское сельское поселение  |
| 47  | Екимцево                      | деревня      | →0        | Солигаличское сельское поселение |
| 48  | Ерюгино                       | деревня      | →0        | Лосевское сельское поселение     |
| 49  | Ескино                        | деревня      | →5        | Первомайское сельское поселение  |
| 50  | Жилино                        | село         | ↗90       | Корцовское сельское поселение    |
| 51  | Захарино                      | деревня      | →7        | Солигаличское сельское поселение |
| 52  | Зашугомье                     | село         | ↗65       | Солигаличское сельское поселение |
| 53  | Заяцкое                       | деревня      | ↗66       | Солигаличское сельское поселение |
| 54  | Ивашево                       | деревня      | →4        | Первомайское сельское поселение  |
| 55  | Илейкино                      | деревня      | →0        | Первомайское сельское поселение  |
| 56  | Ильинское                     | деревня      | →0        | Корцовское сельское поселение    |
| 57  | Калинино                      | деревня      | ↗60       | Первомайское сельское поселение  |
| 58  | Карачуново                    | деревня      | →0        | Корцовское сельское поселение    |
| 59  | Кашино                        | деревня      | ↗9        | Первомайское сельское поселение  |
| 60  | Киселево                      | деревня      | ↗1        | Первомайское сельское поселение  |
| 61  | Клепиково                     | деревня      | →0        | Корцовское сельское поселение    |
| 62  | Княжево                       | деревня      | ↗16       | Бурдуковское сельское поселение  |
| 63  | Кожухово                      | деревня      | ↗1        | Бурдуковское сельское поселение  |
| 64  | Колесниково                   | деревня      | →0        | Солигаличское сельское поселение |
| 65  | Колопатино                    | деревня      | →0        | Солигаличское сельское поселение |
| 66  | Колосово                      | деревня      | →0        | Бурдуковское сельское поселение  |
| 67  | Колотыгино                    | деревня      | ↗11       | Бурдуковское сельское поселение  |
| 68  | Конковка                      | деревня      | →0        | Солигаличское сельское поселение |
| 69  | Копосово                      | деревня      | ↗86       | Солигаличское сельское поселение |
| 70  | Коровново                     | деревня      | ↗327      | Лосевское сельское поселение     |
| 71  | Коротково                     | деревня      | →0        | Первомайское сельское поселение  |
| 72  | Корцово                       | село         | ↗301      | Корцовское сельское поселение    |
| 73  | Костино                       | деревня      | →0        | Первомайское сельское поселение  |
| 74  | Костюрино                     | деревня      | ↗1        | Солигаличское сельское поселение |
| 75  | Кравцово                      | деревня      | ↗5        | Первомайское сельское поселение  |
| 76  | Красниково                    | деревня      | ↗5        | Лосевское сельское поселение     |
| 77  | Круглово                      | деревня      | ↘1        | Солигаличское сельское поселение |
| 78  | Куземино                      | деревня      | ↗190      | Солигаличское сельское поселение |
| 79  | Кузовлево                     | деревня      | ↗1        | Бурдуковское сельское поселение  |
| 80  | Ламса                         | посёлок      | ↗9        | Солигаличское сельское поселение |
| 81  | Левашево                      | деревня      | →0        | Лосевское сельское поселение     |
| 82  | Легитово                      | деревня      | ↗10       | Солигаличское сельское поселение |
| 83  | Лепихино                      | деревня      | ↗7        | Солигаличское сельское поселение |
| 84  | Лесниково                     | деревня      | →0        | Солигаличское сельское поселение |
| 85  | Лихотинка                     | деревня      | ↗3        | Солигаличское сельское поселение |
| 86  | Лосево                        | село         | ↗139      | Лосевское сельское поселение     |
| 87  | Лукино                        | деревня      | ↗9        | Корцовское сельское поселение    |
| 88  | Лукино-Холм                   | деревня      | →0        | Корцовское сельское поселение    |
| 89  | Льнозавода                    | посёлок      | ↘18       | Солигаличское сельское поселение |
| 90  | Макарово                      | деревня      | →0        | Бурдуковское сельское поселение  |
| 91  | Макарово                      | деревня      | ↗28       | Солигаличское сельское поселение |
| 92  | Макарово                      | деревня      | ↘1        | Солигаличское сельское поселение |
| 93  | Малое Токарево                | деревня      | ↘13       | Солигаличское сельское поселение |
| 94  | Марково                       | деревня      | ↘3        | Бурдуковское сельское поселение  |
| 95  | Мартыново                     | деревня      | ↗54       | Первомайское сельское поселение  |
| 96  | Матрёнкино                    | деревня      | ↗1        | Корцовское сельское поселение    |
| 97  | Медвежье                      | деревня      | →0        | Солигаличское сельское поселение |
| 98  | Меледино                      | деревня      | ↗3        | Первомайское сельское поселение  |
| 99  | Милитино                      | деревня      | ↘3        | Солигаличское сельское поселение |
| 100 | Митянино                      | деревня      | →0        | Корцовское сельское поселение    |
| 101 | Митянино                      | деревня      | ↗61       | Солигаличское сельское поселение |
| 102 | Мотовилово                    | деревня      | ↗1        | Корцовское сельское поселение    |
| 103 | Мошниково                     | деревня      | →0        | Бурдуковское сельское поселение  |
| 104 | Нероново                      | деревня      | ↘3        | Лосевское сельское поселение     |
| 105 | Нетёсово                      | деревня      | ↘1        | Бурдуковское сельское поселение  |
| 106 | Новое Самылово                | деревня      | ↗40       | Лосевское сельское поселение     |
| 107 | Носково                       | деревня      | →0        | Первомайское сельское поселение  |
| 108 | Носково                       | деревня      | ↗71       | Солигаличское сельское поселение |
| 109 | Оглоблино                     | деревня      | ↗198      | Первомайское сельское поселение  |
| 110 | Одноушево                     | деревня      | ↗9        | Солигаличское сельское поселение |
| 111 | Острецово                     | деревня      | ↗1        | Первомайское сельское поселение  |
| 112 | Пегуза                        | деревня      | →0        | Солигаличское сельское поселение |
| 113 | Першино                       | деревня      | →0        | Первомайское сельское поселение  |
| 114 | Песлиново                     | деревня      | ↘74       | Корцовское сельское поселение    |
| 115 | Петрово                       | деревня      | →0        | Бурдуковское сельское поселение  |
| 116 | Петрово                       | деревня      | →0        | Корцовское сельское поселение    |
| 117 | Петряево                      | деревня      | →0        | Солигаличское сельское поселение |
| 118 | Плосково                      | деревня      | ↘0        | Лосевское сельское поселение     |
| 119 | Погорелово                    | деревня      | →0        | Корцовское сельское поселение    |
| 120 | Подокша                       | хутор        | ↗3        | Солигаличское сельское поселение |
| 121 | Попово                        | деревня      | ↗31       | Корцовское сельское поселение    |
| 122 | Починок                       | деревня      | ↘0        | Солигаличское сельское поселение |
| 123 | Прокино                       | деревня      | →0        | Солигаличское сельское поселение |
| 124 | Прокошево                     | деревня      | ↗24       | Солигаличское сельское поселение |
| 125 | Ражково                       | деревня      | →0        | Лосевское сельское поселение     |
| 126 | Разгоняй                      | деревня      | →0        | Солигаличское сельское поселение |
| 127 | Разливное                     | деревня      | ↗11       | Солигаличское сельское поселение |
| 128 | Родионцево                    | деревня      | →3        | Первомайское сельское поселение  |
| 129 | Селезенево                    | деревня      | ↘2        | Солигаличское сельское поселение |
| 130 | Сергеево                      | деревня      | ↘8        | Солигаличское сельское поселение |
| 131 | Середнево                     | деревня      | →0        | Солигаличское сельское поселение |
| 132 | Симоново                      | деревня      | ↗32       | Солигаличское сельское поселение |
| 133 | Слободское                    | деревня      | ↗8        | Солигаличское сельское поселение |
| 134 | Смородниково                  | деревня      | →0        | Корцовское сельское поселение    |
| 135 | Соболево                      | деревня      | ↘1        | Солигаличское сельское поселение |
| 136 | Соколово                      | деревня      | →0        | Корцовское сельское поселение    |
| 137 | Солда                         | деревня      | ↗1        | Лосевское сельское поселение     |
| 138 | Солигалич                     | город        | ↘5534     | город Солигалич                  |
| 139 | Солигалич                     | ж.д. станция | ↗26       | Солигаличское сельское поселение |
| 140 | Соловьёво                     | деревня      | →0        | Солигаличское сельское поселение |
| 141 | Сосновая                      | деревня      | →0        | Солигаличское сельское поселение |
| 142 | Спицино                       | деревня      | →0        | Бурдуковское сельское поселение  |
| 143 | Старое Самылово               | деревня      | ↘29       | Лосевское сельское поселение     |
| 144 | Стафурово                     | деревня      | ↗8        | Лосевское сельское поселение     |
| 145 | Степаньково                   | деревня      | →0        | Корцовское сельское поселение    |
| 146 | Стрелица                      | деревня      | ↗11       | Солигаличское сельское поселение |
| 147 | Тарасово                      | деревня      | ↘1        | Бурдуковское сельское поселение  |
| 148 | Твердислево                   | деревня      | ↗58       | Солигаличское сельское поселение |
| 149 | Терентьево                    | деревня      | →0        | Лосевское сельское поселение     |
| 150 | Тресково                      | деревня      | ↗5        | Лосевское сельское поселение     |
| 151 | Трофимово                     | деревня      | ↘1        | Корцовское сельское поселение    |
| 152 | Трофимово                     | деревня      | ↘3        | Солигаличское сельское поселение |
| 153 | Туровка                       | деревня      | ↗5        | Солигаличское сельское поселение |
| 154 | Усадьба-Ратьково              | посёлок      | ↗249      | Солигаличское сельское поселение |
| 155 | Уткино                        | деревня      | →0        | Солигаличское сельское поселение |
| 156 | Фаладино                      | деревня      | ↗90       | Солигаличское сельское поселение |
| 157 | Федьково                      | деревня      | ↘10       | Первомайское сельское поселение  |
| 158 | Фролово                       | деревня      | →4        | Бурдуковское сельское поселение  |
| 159 | Харитонов Починок             | деревня      | ↗6        | Солигаличское сельское поселение |
| 160 | Хвощёво                       | деревня      | ↗1        | Корцовское сельское поселение    |
| 161 | Холопово                      | деревня      | ↗2        | Бурдуковское сельское поселение  |
| 162 | Хорошево                      | деревня      | →0        | Корцовское сельское поселение    |
| 163 | Царёво                        | деревня      | →4        | Корцовское сельское поселение    |
| 164 | Ченцово                       | деревня      | →0        | Лосевское сельское поселение     |
| 165 | Чепасово                      | деревня      | ↘19       | Первомайское сельское поселение  |
| 166 | Четряково                     | деревня      | →0        | Солигаличское сельское поселение |
| 167 | Шиханово                      | деревня      | →0        | Солигаличское сельское поселение |
| 168 | Шумовка                       | кордон       | ↘1        | Солигаличское сельское поселение |
| 169 | Шунино                        | деревня      | →0        | Корцовское сельское поселение    |
| 170 | Юксино                        | деревня      | →0        | Солигаличское сельское поселение |
| 171 | Ягодино                       | деревня      | →0        | Солигаличское сельское поселение |
| 172 | Яйцово                        | деревня      | →0        | Бурдуковское сельское поселение  |
| 173 | Яковлево                      | деревня      | ↘0        | Корцовское сельское поселение    |

Упразднённые населённые пункты:
- 2025 год — деревни Богородское, Грибаново, Игнатово, Каликино, Карпово, Омелино, Петриково, Преснухино, Тыково и Фадеево.

## Экономика
Основу экономики района составляют:
Солигаличский известковый комбинат ОАО «Соликом», многочисленные средние и малые лесопильные производства, малые предприятия деревообработки (производство бруса, доски, мебели и пр.), предприятия пищевой промышленности — ОАО «Солигаличское» (хлебопечение, розлив безалк. напитков, производство кондитерской продукции), а также Солигаличский Гормаслосырзавод (производство молочной продукции и сыров).
В планах развития района — строительство крупного предприятия по производству цемента. Предприятие расположится в окрестностях Бединского и Заяцкого месторождений известняка (к северо-западу от города), что может привести к обострению экологических проблем.
Основная проблема развития промышленности в районе — отсутствие природного газа, однако  планируется построить газопровод-отвод от магистральной трубы «Пунга—Грязовец», со стороны Вологодской области (Тотемский район).

## Транспорт
Через район проходит автодорога Р-100 «Кострома—Судиславль—Галич—Чухлома—Солигалич».
Также через район пролегает Монзенская железная дорога. В Солигаличском районе расположены станции Ламса и Солигалич. Пассажирские перевозки не осуществляются с 2014 года, грузоперевозки представлены в основном транзитом леса по главному ходу и вывозом продукции Солигаличского известкового комбината.

## Достопримечательности
Исторический город Солигалич — жемчужина русской деревянной архитектуры, уникальный малый город — архитектурный комплекс под открытым небом, в городе расположен Солигаличский бальнеогрязевой санаторий имени А. П. Бородина (курорт с 1841 года), главная городская доминанта — Храм Рождества Христова (XVII—XIX вв.), живописные окрестности города — памятник природы «Лесопарк Сидориха и Катково», а также другие многочисленные природные и культурные достопримечательности, в том числе самобытная Со́вега — особая местность на севере Солигаличского района.
На территории Совеги расположены следующие деревни: Вели́ково, Васи́льево, Мака́рово, Проко́шево, Ге́рманов Починок, Харито́нов Починок, Лихоти́нка, Большое Токарёво, Малое Токарёво, Бу́кино, Разливно́е, протекают реки: Совега и Водопо́йница (бассейн Сухоны).
На территории района, в месте впадения реки Вексы в реку Вочу, находятся руины Преображенского монастыря, основанного в конце XIV — начале XV веков, преподобным Александром Вочским.
Сохранилось несколько дворянских усадеб в окрестностях Солигалича. Большинство построек либо утрачено, либо находится в аварийном состоянии. Художественные ценности из некоторых усадеб находятся на хранении в солигаличском краеведческом музее. В частности, уникальное собрание портретов второй половины XVIII века работы Г. С. Островского из усадьбы Нероново, принадлежавшей семье Черевиных.